# شیلا هاجرز
شیلا هاجرز (زاده ۱۹۵۶ یا ۱۹۵۷– مرگ ۱۹ مارس ۱۹۸۳) یک زن ایرلندی اهل دوندالک، کانتی لوث بود که دو روز پس از تولد فرزند سوم خود، بر اثر سرطان‌های متعدد درگذشت. او در دوران بارداری از درمان سرطان خود محروم شد زیرا اخلاق کاتولیک بیمارستان نمی‌خواست به جنین آسیب برساند. یک هفته قبل از همه‌پرسی در سپتامبر ۱۹۸۳ که حق حیات جنین را در قانون اساسی ایرلند به ثبت رساند، مورد او در مقاله ای در روزنامه ایرلند تایمز منتشر شد. این مورد در تفسیر بعدی برای طرفداری از انتخاب در مورد سقط جنین در جمهوری ایرلند بازگو شده‌است.
در اوت ۱۹۸۱، برای هاجرز یک توده پستانی تشخیص داده شد و به بیمارستان بانوی لوردز ارجاع شد، که آن زمان توسط میسیونرهای پزشکی مری، یک فرقه راهبه کاتولیک، اداره می‌شد. مدتی پس از لامپکتومی در آنجا، جراح به شوهرش، برندان، گفت که تومور دوم پیدا شده‌است که در صورت عدم انجام ماستکتومی کشنده خواهد بود. حتی با این عمل، احتمال زیادی برای ظهور تومورهای ثانویه وجود داشت. عملیات انجام شد و موفقیت‌آمیز تلقی شد. برای هاجرز یک دوره داروهای ضد سرطان تجویز شد و به او توصیه شد که از قرص‌های ضدبارداری استفاده نکند زیرا این امر می‌تواند باعث بازگشت سرطان او شود. به گفته روزنامه‌نگار پادریگ ییتس، برندن هاجرز ادعا کرد که یک مشاور به او گفته‌است که «از آنجایی که شیلا وضعیت سلامتی خوبی دارد، (بارداری) نباید مشکلی ایجاد کند». خود مشاور این موضوع را تکذیب کرد. به گفته ییتس، هر متخصص پزشکی که با او صحبت می‌کرد می‌گفت که پس از ماستکتومی، توصیه استاندارد این است که به یک زن بگوییم حداقل دو سال قبل از باردار شدن صبر کند.
یک سال پس از عمل، شیلا هاجرز باردار شد. از آنجایی که داروهای ضد سرطانی که او مصرف می‌کرد می‌توانست به جنین آسیب برساند، از مصرف آنها منع شد. هاجرز شروع به تجربه کمردردهای شدید کرد و به سختی می‌توانست بایستد. شوهرش از بیمارستان خواست تا او را به وضع حمل وادار کند یا سزارین کند اما آنها نپذیرفتند زیرا به جنین آسیب می‌رساند. آنها همچنین از داروهای مسکن خودداری کردند. بیمارستان باید از یک «قرارداد اسقف» ادعایی پیروی می‌کرد، یک کد اخلاقی که با کلیسای کاتولیک تهیه شده بود. هاجرز در طول مدتی که در بیمارستان بانوی لوردز بود، حداقل تحت نظر هفت پزشک بود. شوهرش گفت تنها دکتری که در آنجا به او اعتماد دارد مایکل نیری است.
به گفته برندان هاجرز: «یک شب به دیدن شیلا رفتم و او در عذاب مطلق بود. او در این مرحله به معنای واقعی کلمه فریاد می‌زد. صدای او را از جلوی در بیمارستان می‌شنیدم و او در یک بخش در طبقه چهارم بود.»
شیلا هاجرز متعاقباً به بخش زایمان منتقل شد و به او مسکن داده شد. به گفته برندان، او در این مرحله پرسید که آیا می‌توان سقط جنین انجام داد اما پاسخی به او داده نشد. زن و شوهر دوباره پرسیدند که آیا می‌توان سزارین انجام داد و دوباره به آنها گفتند که نوزاد زنده نخواهد ماند.
در ۱۷ مارس ۱۹۸۳، هاجرز نوزاد دختری به نام جما را در رنج شدید به دنیا آورد که بلافاصله درگذشت. هاجرز دو روز بعد به دلیل سرطان در گردن، ستون فقرات، پاها، کبد و دنده‌هایش درگذشت.